# Martiany

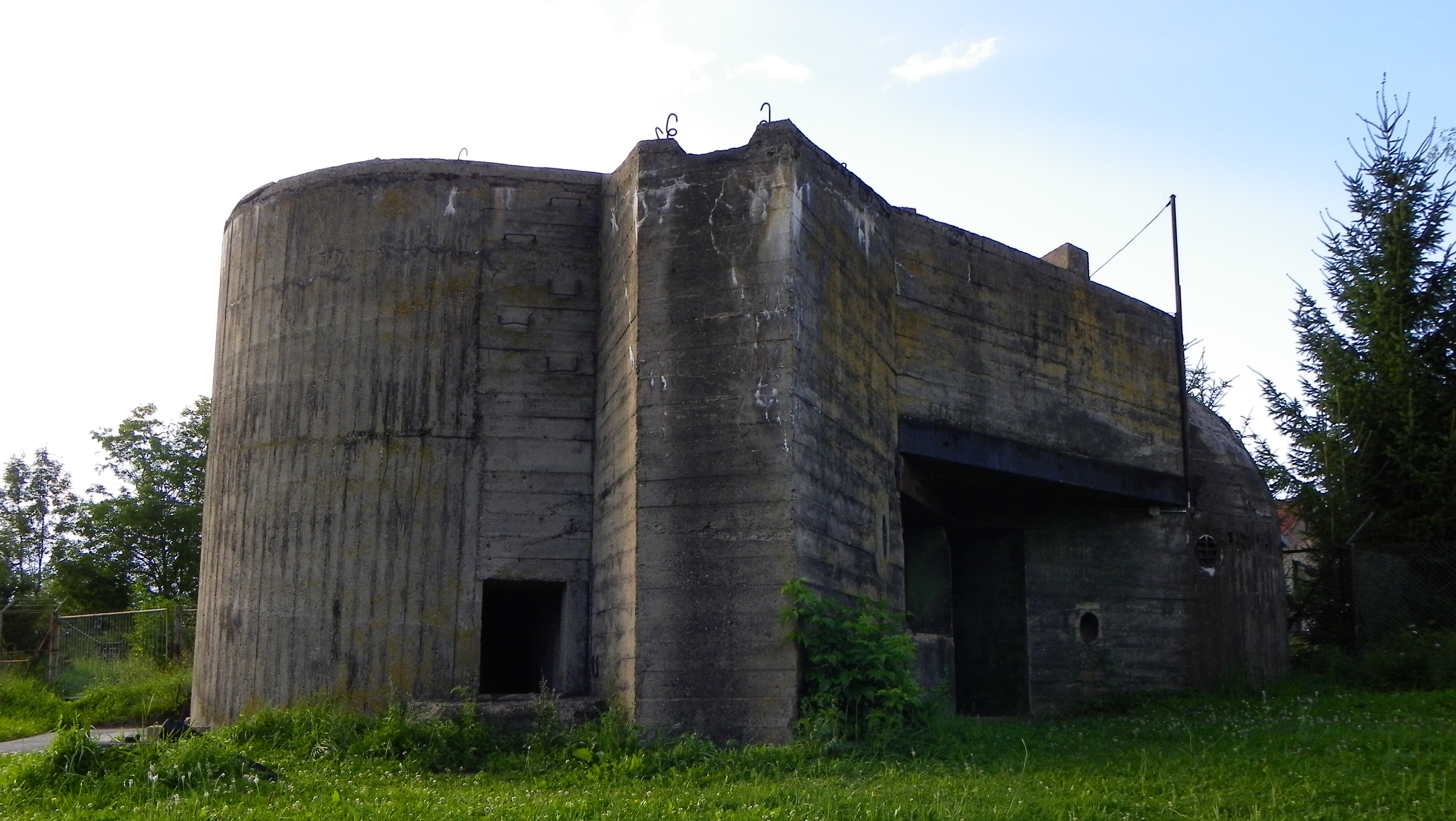
Schron bojowy nr 5 (odcinek fortyfikacyjny Martiany) z roku 1939

Martiany (niem. Mertenheim) – wieś w Polsce położona w województwie warmińsko-mazurskim, w powiecie kętrzyńskim, w gminie Kętrzyn, sołectwo Pożarki. W latach 1975–1998 miejscowość administracyjnie należała do województwa olsztyńskiego.
Wieś położona jest przy drodze Kętrzyn – Giżycko. Przez wieś na tym samym odcinku przebiega linia kolejowa na której jest tu przystanek. Między drogą, a linią kolejową znajduje się jezioro Martiany, a na południe od wsi Jezioro Wersminia. Przez Martiany dojeżdża się do Jez. Iławki, położonego na południowy wschód od tej miejscowości. W Martianach zachował się jedyny, niezniszczony schron bojowy Giżyckiego Rejonu Umocnionego (lata 30. XX w.).

## Historia
Przed 1945 istniał we wsi majątek ziemski o powierzchni 315 ha, należący do rodziny Krause. We wsi znajdowały się także gospodarstwa chłopskie.
23 stycznia 1945 wieś zajęły wojska radzieckie, zabijając 52 osoby, w tym 32 mieszkańców wsi. Na mocy porozumień między Aliantami wieś została włączona do Polski, a w sierpniu 1945 jej niemieckich mieszkańców wysiedlono. Państwo polskie znacjonalizowało majątek ziemski, w którym utworzono PGR. Przed likwidacją PGR Martiany jako samodzielny zakład rolny wchodził w skład wielozakładowego przedsiębiorstwa PPGR Nakomiady.
W roku 2000 we wsi mieszkało 149 osób.

## Zabytki
- Dwór w Martianach wybudowany został w drugiej połowie XIX wieku. Parterowy dwór założony na rzucie prostokąta posiada dwupoziomowe ryzality znajdujące się na osi elewacji wzdłużnych. Dwór przykryty jest dachem dwuspadowym. Po II wojnie światowej dwór wykorzystywany był na biura i mieszkania pracowników PGR. Po likwidacji PGR dwór został sprzedany osobie fizycznej.
- Schron bojowy dowodzenia kompanii Giżyckiego Rejonu Umocnionego, wybudowany w 1939 r., nieukończony Regelbau 105a, przystosowany do prowadzenia ognia flankującego z dwóch stanowisk ciężkich karabinów maszynowych. Schron zamaskowany jest drewnianą stodołą (do 1945 r.), ściany wewnętrzne z wymalowanymi instrukcjami.